# Latchford Without
Latchford Without var en civil parish från 1894 till 1936 då den blev en del av Stockton Heath, i grevskapet Cheshire, i England. Civil parish hade 1 266 invånare år 1931.